# بوابة عبد القيوم
بوابة عبد القيوم إحدى أشهر بوابات المدن (ام درمان ) السودانية، رغم مرور أكثر من 133عام على تشييدها، وتصنّفها مصلحة الآثار وهيئة اليونيسكو ضمن الآثار الإنسانية الواجبة الحماية.

## الإنشاء
انشاءة بوابة عبد القيوم في عهد الخليفة عبد الله التعايشي بعد توليه الخلافة والحكم بعد وفاة الإمام محمد أحمد المهدي زعيم الثورة المهدية،
التي حررت البلاد من الاستعمار التركي المصري في العام 1885.

## الموقع
تقع البوابة بمحازاة النيل عند مدينة أم درمان دون أن يفصلها عنه إلاّ شارع يحمل اسم النيل، ويمر بها شارع بوابة عبد القيوم بين حي الموردة، وحي الملازمين جنوبًا. وأصبح بستم رئيسا لها في عام 2021

## أول ترميم
أول ترميم كان في عام 1957 ,وبالرغم على مرور أكثر من “133” عاماً على تشيد البوابة لايزال الجدل محتدماً بشأن المغزى من بناء البوابة، وان تشيد البوابة تم بناءاً الوضع الأمني والإستراتيجي  للمدينة حينها، بوابة عبد القيوم لم تكن الوحيدة في المدينة بل هنالك أكثر من أربعة بوابات